# Focke & Co.

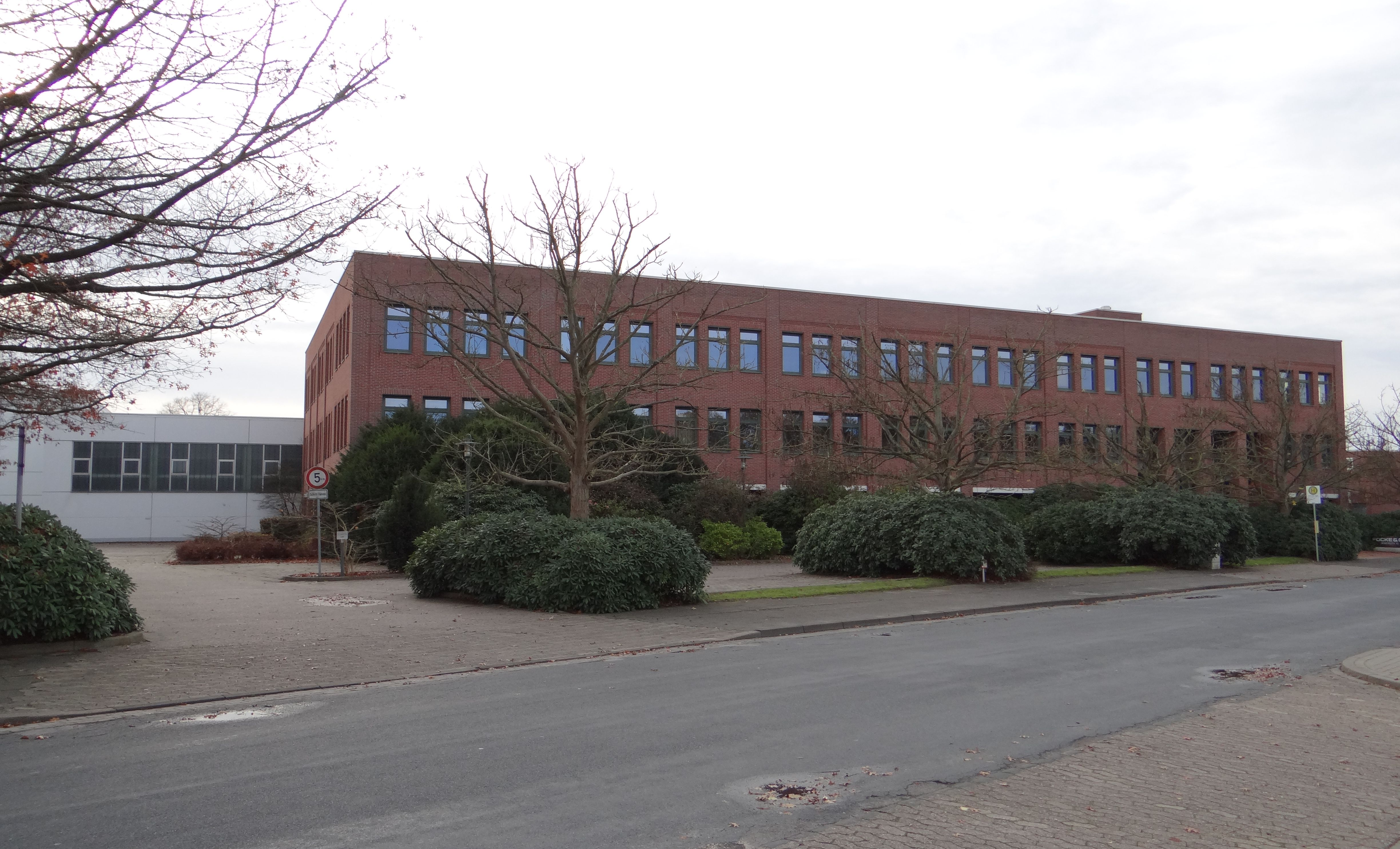
Bürogebäude Focke & Co., Siemensstraße, Verden

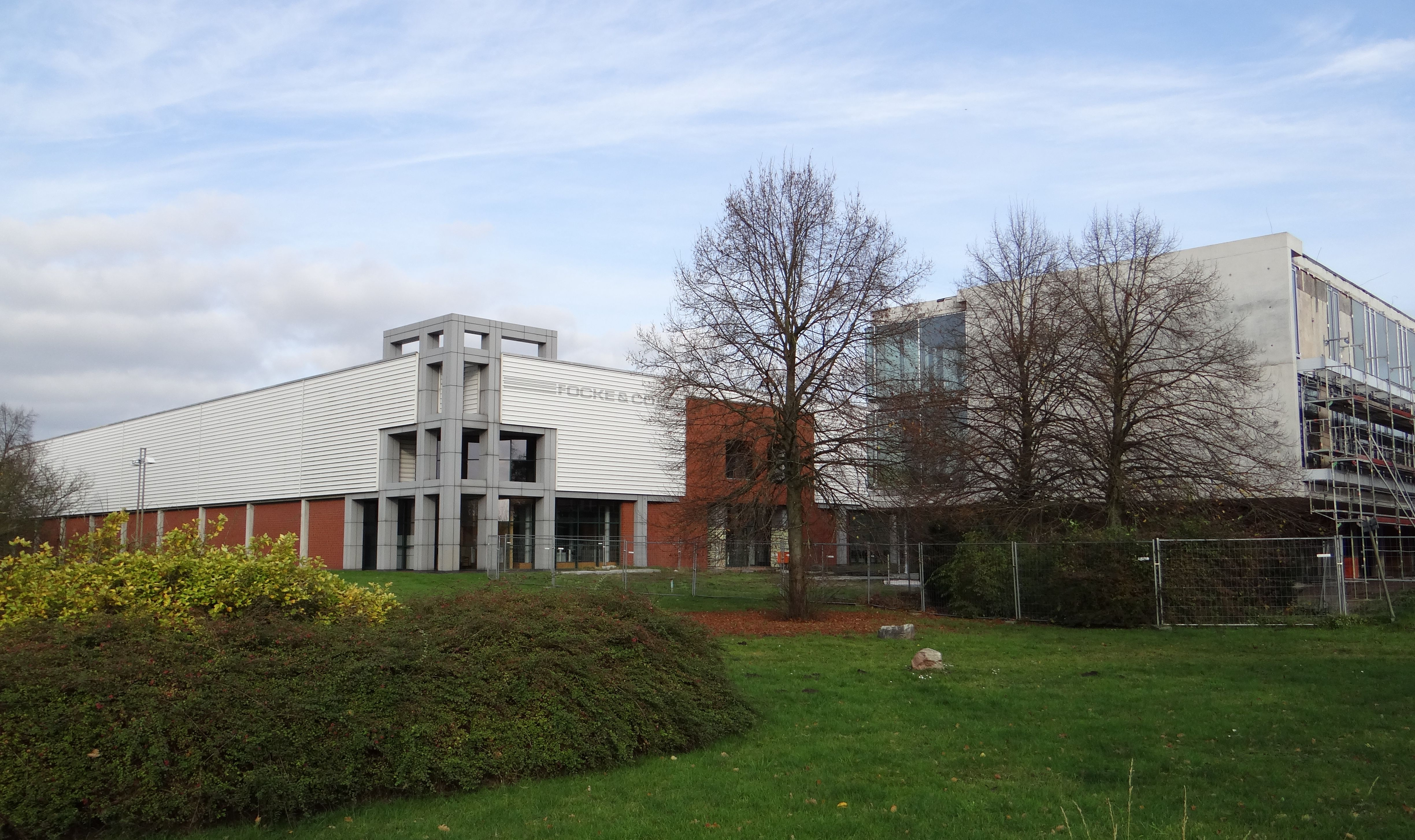
Focke & Co., Max-Planck-Straße, Verden

Die Maschinenfabrik Focke & Co. ist ein deutscher Verpackungsmaschinenhersteller.
Kerngeschäft ist die Herstellung von Verpackungsmaschinen vornehmlich für die Tabakindustrie, aber auch für andere Branchen wie zum Beispiel für Kellogg’s oder Pampers.
Gegründet wurde das Unternehmen im Jahr 1955 von Heinz Focke in Bremen. Nachdem noch in den 1950er-Jahren eine Expansion in Bremen nicht mehr möglich war, zog die Firma 1966 nach Verden um, wo sich noch heute der Hauptsitz befindet. Auch nach dem Tod des Firmengründers 2003 wurde das Unternehmen von den Nachkommen, den Geschwistern Jürgen und Doris Focke, als Familienunternehmen weitergeführt.
Das Unternehmen hat produzierende Standorte in Berlin-Reinickendorf, Hamburg, Barßel (die Firma Focke Packaging Solutions GmbH, ehemals FOPAC) und Greensboro in North Carolina sowie Dienstleistungs-Niederlassungen in St. Petersburg (Russland), Türkei, Hongkong, Hamamatsu, Japan, Singapur und Brasilien.